# Biengarten (Münchberg)
Biengarten ist ein Gemeindeteil der Stadt Münchberg im Landkreis Hof (Oberfranken, Bayern). Biengarten liegt in der Gemarkung Straas.

## Geografie
Das Dorf liegt auf freier Flur am Mussenbach, einem linken Zufluss des Haidbachs. Unmittelbar westlich des Ortes wird die Flur von der Bundesautobahn 9 durchschnitten. Eine Gemeindeverbindungsstraße führt die A 9 unterquerend nach Querenbach (1,1 km südlich) bzw. zur Staatsstraße 2194 bei der Anschlussstelle Münchberg-Süd der A 9 (0,9 km nördlich). Eine Gemeindeverbindungsstraße führt nach Wiesenthal (1,3 km östlich). Anliegerwege führen nach Walzbach (1 km östlich) und die A 9 unterquerend nach Unterer Birnstengel (0,3 km nordwestlich).

## Geschichte
Biengarten wurde 1361 erstmals urkundlich erwähnt. Der Ortsname lässt auf einen frühen Zusammenhang mit der in der Region bedeutenden Bienenzucht schließen. Der Nürnberger Burggraf Johann III. erließ 1398 eine Zeidelordnung für seine benachbarten Ämter. Grundherren von Biengarten waren ursprünglich die Familie von Sparneck zu Stein und ab 1497 die Linie der Sparnecker zu Hallerstein. 1558 ging der böhmische Besitz über die Grafen von Schlick an den Markgrafen Georg Friedrich über und wurde Teil des Fürstentums Kulmbach-Bayreuth.
Gegen Ende des 18. Jahrhunderts bestand Biengarten aus 16 Anwesen (9 Halbhöfe, 6 Viertelhöfe, 1 Tropfhaus). Die Hochgerichtsbarkeit stand dem bayreuthischen Stadtrichteramt Münchberg zu. Das bayreuthische Amt Hallerstein hatte die Dorf- und Gemeindeherrschaft und die Grundherrschaft über sämtliche Anwesen.
Von 1797 bis 1810 unterstand Biengarten dem Justiz- und Kammeramt Münchberg. Infolge des Ersten Gemeindeedikts wurde Biengarten dem 1812 gebildeten Steuerdistrikt Straas und der zugleich entstanden Ruralgemeinde Straas zugewiesen. Im Zuge der Gebietsreform in Bayern wurde Biengarten am 1. Juli 1972 nach Münchberg eingemeindet.

### Baudenkmäler
- Steinkreuz[9]
- Flurstein[9]

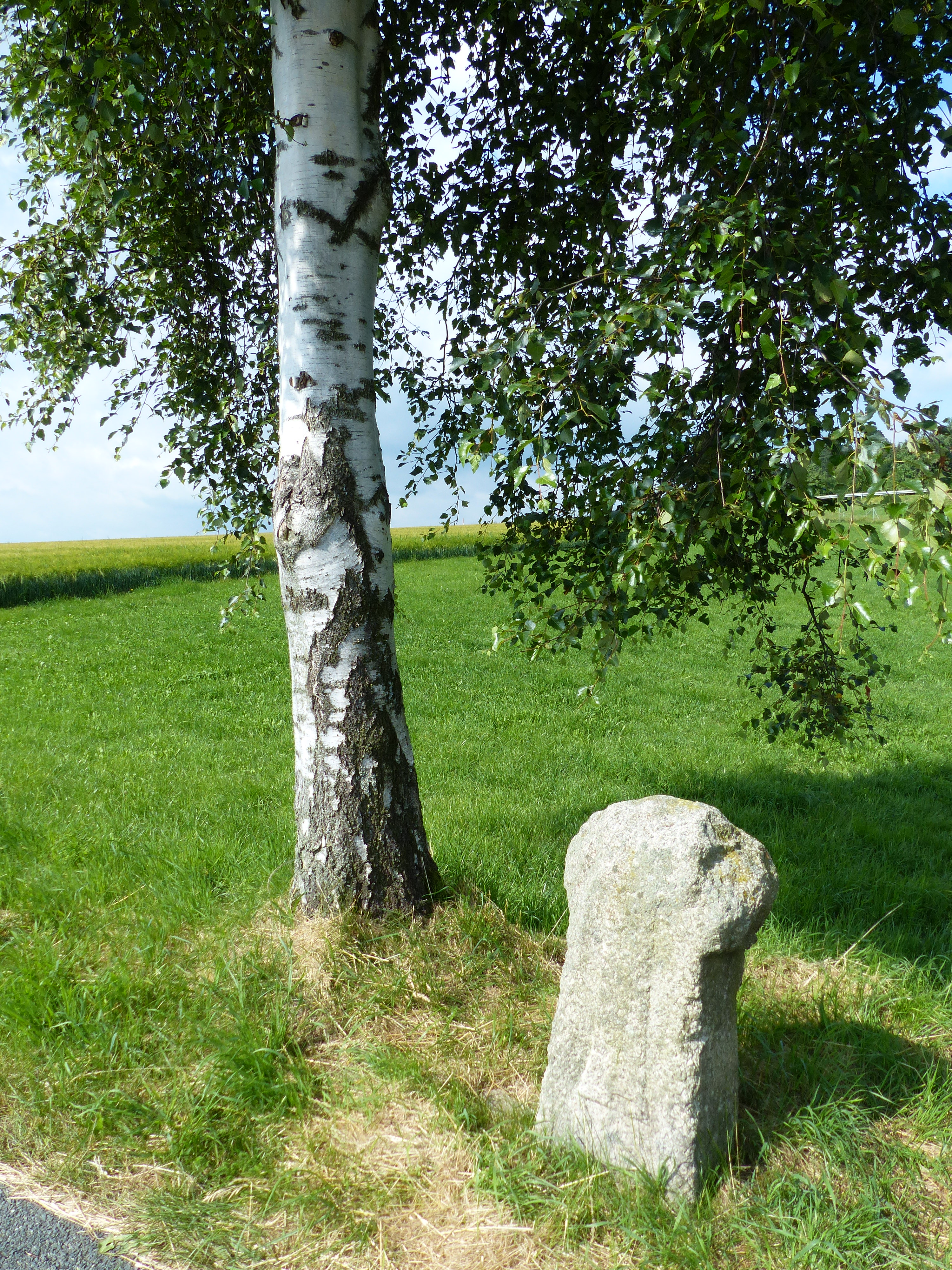
Steinkreuz bei Biengarten
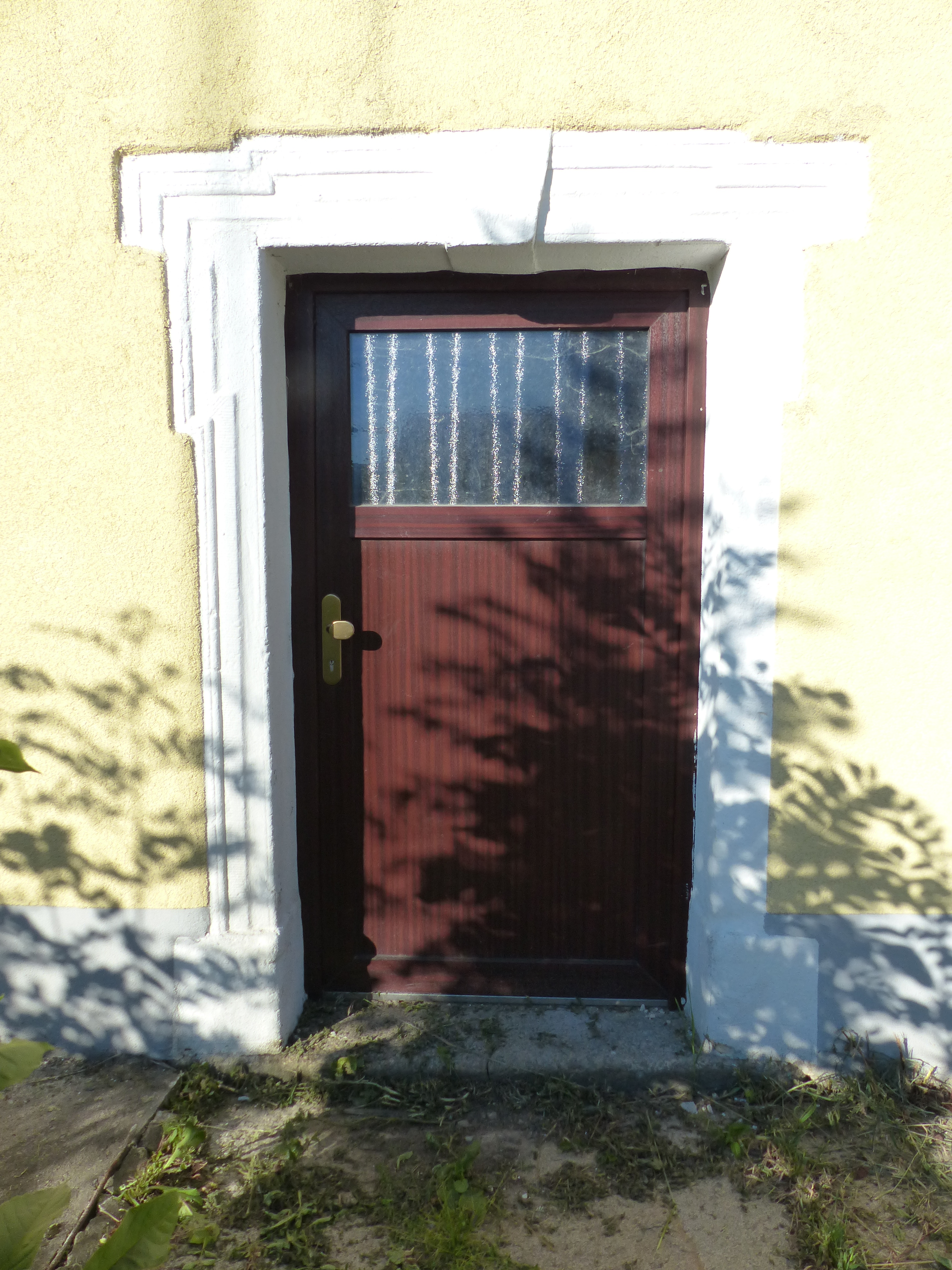
Denkmalgeschützter Türrahmen

ehemalige Baudenkmäler
- Haus Nr. 9: Zweigeschossiger Wohnstallbau mit Walmdach, der Scheitelstein der Tür bezeichnet „1793“ (?).[10]
- Haus Nr. 10: Der Türsturz des erneuerten Stallbaues bezeichnet „1854“.[10]
- Haus Nr. 13:. Eingeschossiges Kleinhaus mit strohgedecktem Satteldach, 18./19. Jahrhundert. Zweiteilige Tür.[10]

### Einwohnerentwicklung
| Jahr      | 1799   | 1812  | 1819   | 1861   | 1871   | 1885   | 1900   | 1925   | 1950   | 1961   | 1970   | 1987  |
| Einwohner | 69     | 71    | *100   | 127    | 131    | 135    | 114    | 113    | 124    | 91     | 104    | 98    |
| Häuser    | 16     | 19    |        |        |        | 19     | 19     | 22     | 22     | 20     |        | 25    |
| Quelle    | [ 12 ] | [ 7 ] | [ 13 ] | [ 14 ] | [ 15 ] | [ 16 ] | [ 17 ] | [ 18 ] | [ 19 ] | [ 20 ] | [ 21 ] | [ 1 ] |

## Religion
Biengarten ist bis heute nach  St. Peter und Paul (Münchberg) gepfarrt und seit der Reformation evangelisch-lutherisch geprägt.